# Ain Attig
Ain Attig (en àrab عين عتيق, ʿAyn ʿAtīq; en amazic ⵄⵉⵏ ⵄⵜⵉⵇ) és un municipi de la prefectura de Skhirate-Témara, a la regió de Rabat-Salé-Kenitra, al Marroc. Segons el cens de 2014 tenia una població total de 25.078 persones.